# کوچیستوس
کوچیستوس (نام علمی: Kutchicetus) سردهای باستانی از آب‌بازسانان آغازین عضو تیره رمینگتون‌نهنگان است. سنگواره های یکی از اعضای این سرده به نام K. minimus در کرانه‌های اقیانوس تتیس (در پاکستان و هند امروزین) مربوط به دوره ائوسن یافت شده‌اند.
اعضای این سرده میان ۴۶ تا ۴۳ میلیون سال پیش زندگی می‌کردند. آن‌ها ساختار بدنی همانند شنگ‌های امروزین داشتند.
کوچیستوس گونه‌ای مهم از تغییر در روش حرکتی آب‌بازسانان در دریاها را به نمایش می‌گذارد: در حالی که نخستین آب‌بازسانان به نیروی پاهای عقبی خود برای پیش‌رانش نیاز داشتند، کوچک بودن این پاها در کوچیستوس نشان از آن دارد که نقش پاها در جلو بردن جانور در آب به تدریج کمرنگ شده است و دم نقش پررنگ‌تری را در این زمینه پیدا کرده است. با این حال شاهدی در دست نیست که نشان دهد کوچیستوس‌ها دارای دم‌باله بودند.